# Коваленко, Екатерина Семёновна
Екатерина Семёновна Коваленко, в девичестве — Полтавская (1928, Антоновка, Сталинский округ — 2002, Новоазовский район, Донецкая область) — звеньевая колхоза «Червоный прапор» Марьинского района Сталинской области, Украинская ССР. Герой Социалистического Труда (1950).

## Биография
Родилась в 1928 году в крестьянской семье в селе Антоновка Сталинского округа (сегодня — Марьинский район). В послевоенное время возглавляла полеводческое звено в колхозе «Червоный прапор», председателем которого был Мефодий Тимофеевич Лукьянец.
В 1949 году звено под её руководством собрало в среднем с каждого гектара по 25,2 центнера семян подсолнечника на участке площадью 10 гектаров. Указом Президиума Верховного Совета СССР от 2 июня 1950 года удостоена звания Героя Социалистического Труда за «получение высоких урожаев пшеницы и подсолнечника в 1949 году» с вручением ордена Ленина и золотой медали «Серп и Молот» (№ 5027).
Этим же указом званием Героя Социалистического Труда был награждён звеньевой колхоза «Червоный прапор» Иосиф Демидович Ярошенко.
После замужества переехала в Будённовский район Сталинской области, где трудилась агрономом в селе Широкое Новоазовского района. В последующие годы — птичница, рабочая молокоприёмного пункта, затем в течение 15 лет руководила сельской библиотекой в селе Широкое. Умерла в 2002 году.